# Француски револуционарни ратови: Кампања 1792.
Француски револуционарни ратови почели су 1792. године.

## Снаге
На самом почетку Француских револуционарних ратова, Француску војску чиниле су три армије: Северна армија (око 50.000 људи) под командом генерала Рошанбоа, Централна армија (око 55 000 људи) под командом генерала Лафајета и Рајнска армија (око 43 000 људи) под командом генерала Николаса Ликерноа.
Аустријанци су имали око 50.000 војника у Белгији под Албертом, војводом од Заксен-Тешена. Немачки градови оклевали су са објавом рата; једино је Вилхелм IX, гроф од Хесен-Касела окупио око 5000 људи. Прусија је почетком маја спровела мобилизацију.

## Поход на Белгију
Жирондинци доносе одлуку да преузму офанзиву на Белгију. Лафајет креће са Централном армијом на Намиру, а Рошанбо са Северном ка Бриселу. Међутим, многи француски официри, који су и поред новог стања у земљи остали верни краљу, прелазе на непријатељску страну. Рошанбоа убрзо подноси оставку, а замењује га Ликнер командујући над две армије. Лафајет се спремао да интервенише у Паризу у корист краља, па је 19. августа пребегао Аустријанцима са својим штабом. 

## Савезничка офанзива
Савезници предузимају ованзиву. Њихова претходница одбацила је код Фотоа делове централне армије. 20. августа опкољен је Лонви који је капитулирао три дана касније. Због пасивности Ликнер је смењен. Заменио га је Келерман. 2. септембра савезници заузимају Верден, последњу тврђаву пре Париза. 
Када се већ претпостављало да ће Париз бити освојен, Келерман је повео војску против Пруса и у чувеној бици код Валмија (20. септембра) однео прву значајну француску победу. Пруси се повлаче, а Париз је спашен. Опсаде Лила и Тионвила прекинуте су. 

## Француска противофанзива
Француски генерал Кистин са делом Рајнске армије упада у Немачку и 21. октобра осваја Мајнц, а наредног дана и Франкфурт на Мајни. Сардинија (Пијемонт) прилази савезничком табору што Француској служи као повод да пређе њену границу и 21/22. септембра освоји Савоју. 29/30. септембра освојена је грофовија Ница. 
Димурје је повео војску и у Белгију и код Жемала је 6. новембра потукао Аустријанце. Убрзо затим, заузета је читава Белгија која је француске војнике дочекала као ослободиоце. Потом је новоформирана Арденска армија предузела поход на Немачку, али се он завршио неуспехом.